# Phorbia liturata
Phorbia liturata este o specie de muște din genul Phorbia, familia Anthomyiidae. A fost descrisă pentru prima dată de Camillo Rondani în anul 1868. Conform Catalogue of Life specia Phorbia liturata nu are subspecii cunoscute.